# Theo Snelders
Theodorus Antonius Gerardus „Theo“ Snelders (* 7. Dezember 1963 in Westervoort, Niederlande) ist ein ehemaliger niederländischer Fußballtorhüter. Seine Karriere begann er 1980 bei Twente Enschede. 1988 wechselte er zum FC Aberdeen, wo er 1989 zum besten Spieler der Schottischen Premier League gewählt wurde. Im März 1996 wechselt er innerhalb der Schottischen Liga zu den Glasgow Rangers, wo er 1999 seine Karriere beendete. In der Saison 2004/05 arbeitete er als Torwarttrainer bei Twente Enschede.
Mit der Niederländischen Nationalmannschaft nahm er an der Fußball-Weltmeisterschaft 1994 teil, kam aber dort nicht zum Einsatz.